# إيفور إيفانز
إيفور إيفانز (بالإنجليزية: Ivor Evans)‏ (23 يناير 1966 بلاباسا في فيجي - ) هو لاعب كرة قدم فيجي في مركز الوسط. شارك مع منتخب فيجي لكرة القدم. أما مع النوادي، فقد لعب مع Labasa F.C. ‏ ونادي إف سي ‏ وفانكوفر وايتكابس (نادي كرة قدم) ونادي با ‏ وسَانت لويس ستيمرز ‏.

## وصلات خارجية
- إيفور إيفانز على موقع قاعدة بيانات كرة القدم.إي يو (الإنجليزية)
- إيفور إيفانز على موقع ناشيونال فوتبول تيمز (الإنجليزية)